# Aparador (moble)

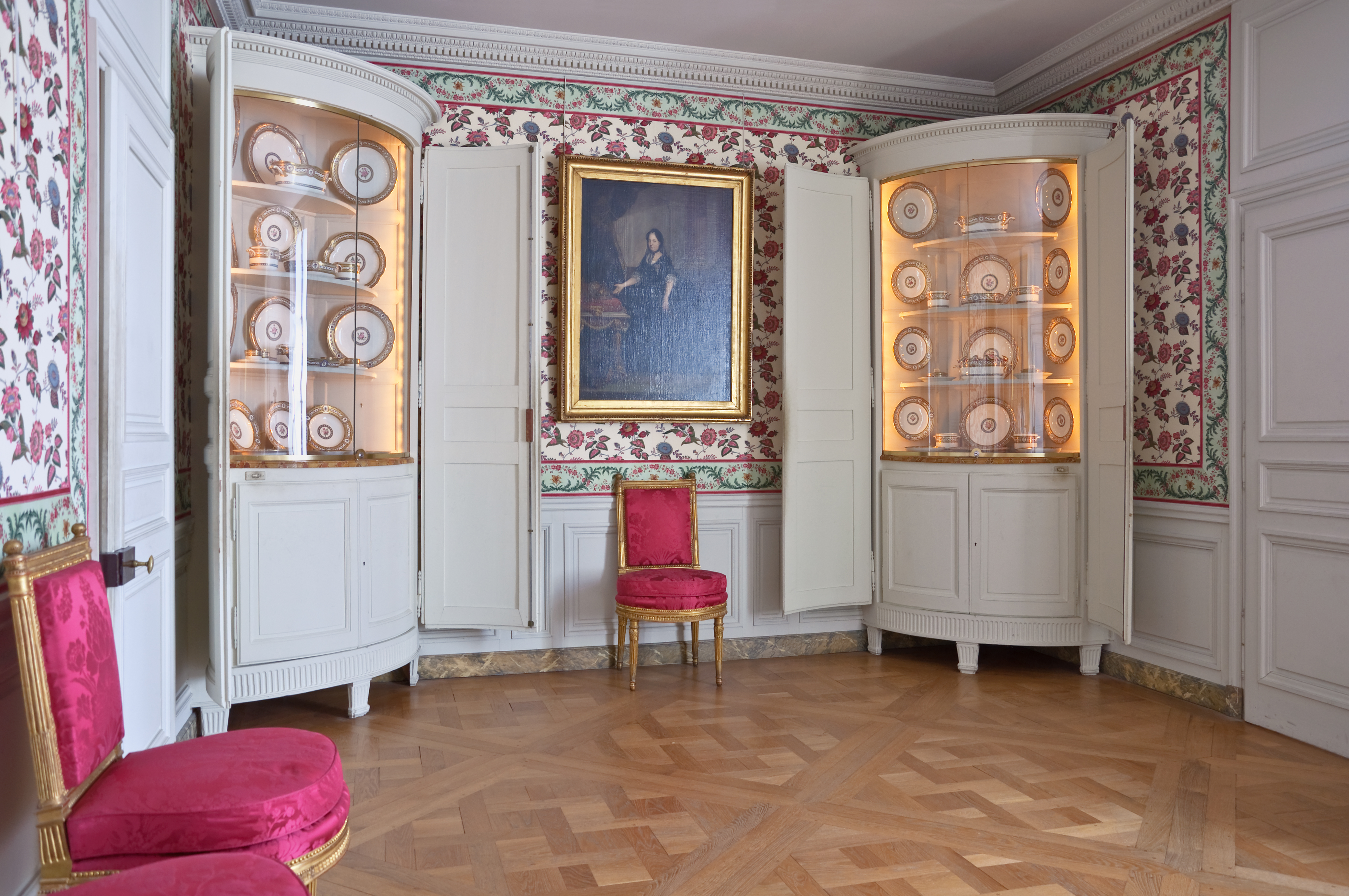
Aparadors d'angle del menjador del apartament petit de la reina de França, castell de Versalles, França.

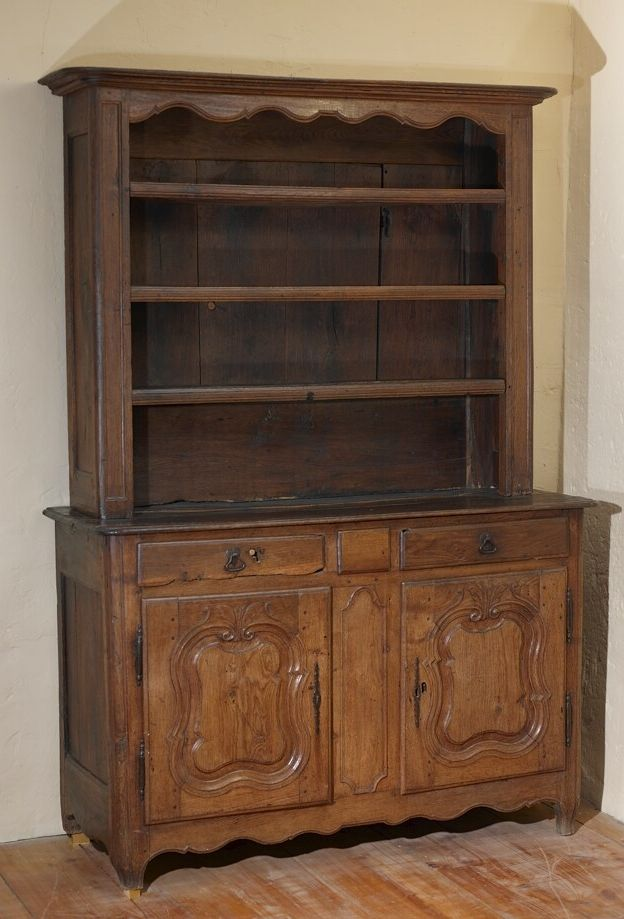
Aparador de la Haute-Saône, S. XVIII o XIX, col·lecció museus departamentals de la Haute-Saône.

Un aparador, una aparadora, un parador, un escudeller o una estanyera és un moble vitrina que es compon, en la seva part alta, de prestatges en els quals s'exposa de la vaixella de taula.

## Galeria d'imatges

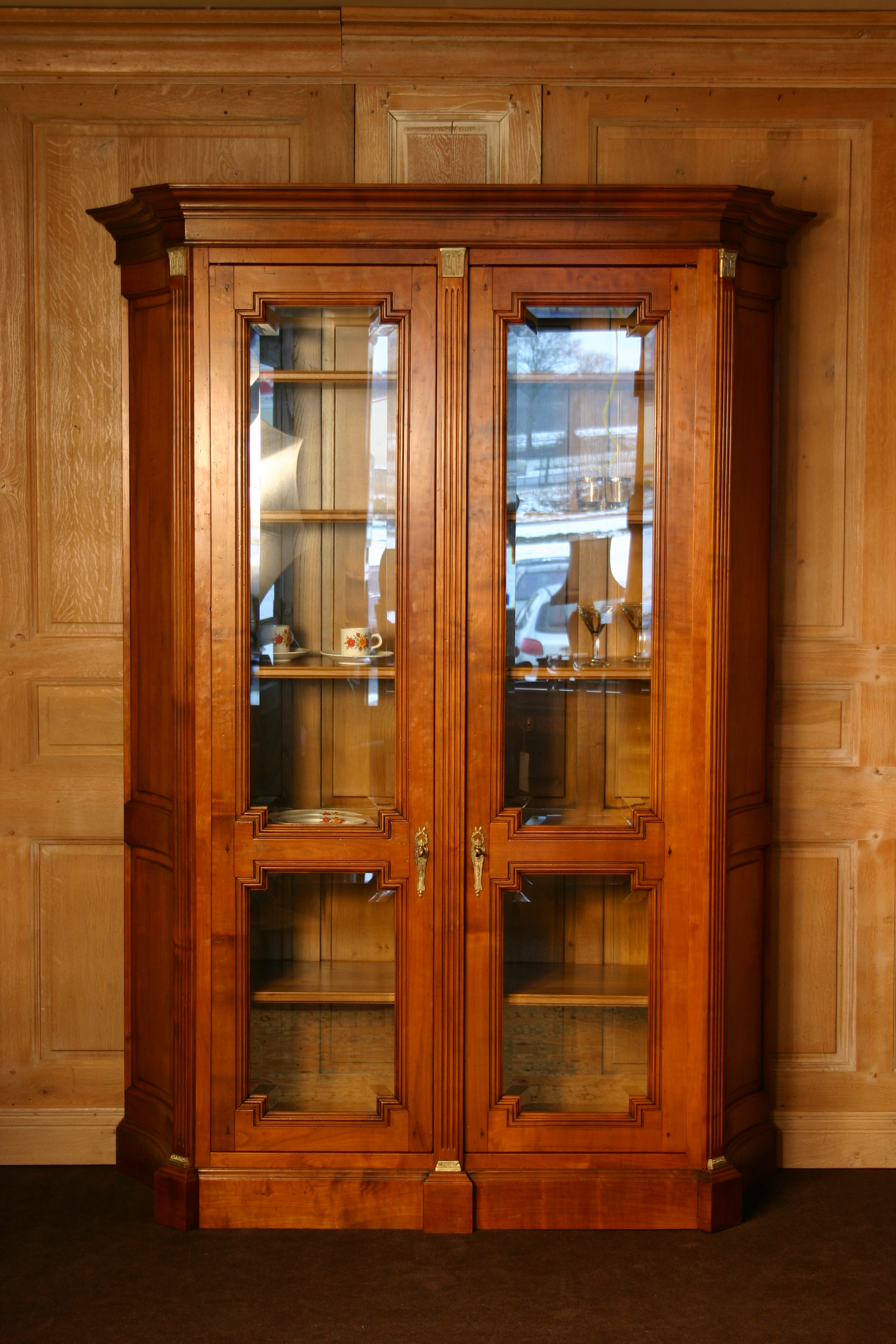
Rèplica d'un aparador per a guardar l'argenteria d'estil Lluís XVI.